# 西本明
西本 明（にしもと あきら、1957年10月6日 - ）は、日本のキーボーディスト、アレンジャー、音楽プロデューサー。千葉県出身。

## 来歴
1980年頃、浜田省吾のバックでキーボード奏者として、1982年より佐野元春 with THE HEARTLANDにキーボード奏者として参加。
THE HEARTLANDが解散する1994年まで在籍。その後、佐野元春が1996年に結成した「The International Hobo King Band」（後に「The Hobo King Band」となる）にも引き続き参加。佐野元春の楽曲のアレンジもしている。
セッション・キーボーディスト、アレンジャーとしても有名で、尾崎豊『I LOVE YOU』、渡辺美里『My Revolution』、白井貴子『Chance!』などのレコーディングに参加。
1991年には尾崎豊のバックバンド「THE BIRTH TOUR BAND」のメンバーとして「1991 BIRTH TOUR」に参加している。
2002年にソロアルバム「WISH」をリリース。
2003年にはエピックレコードジャパン25周年記念イベント「LIVE EPIC 25」にサポートミュージシャンとして参加。
最近では、河口恭吾、Fairlife、奥井亜紀などのレコーディングに参加している。
2013年にJR常磐線 高萩駅の発車ベル『あしたの風とひとつになって』のキーボードアレンジに参加し、西本明本人の手弾きによるメロディーが2013年11月1日から使用されている。
2018年1月、Zepp Tokyoで行われた「THE BARN TOUR ‘98 LIVE IN OSAKA」の一夜限定プレミア上映に、KYON、井上富雄らと一緒にサプライズ登壇している。

## アルバム
| タイトル | 発売年月日 | 規格 | 規格品番  |
| -------- | ---------- | ---- | --------- |
| WISH     | 2002.9.18  | CD   | MDCL-1429 |

## レコーディング参加リスト
- 五十嵐浩晃
- 稲垣潤一
- 江口洋介
- 大江千里
- 岡平健治
- 奥井亜紀
- 尾崎豊
- 甲斐バンド
- 柿島伸次
- 菊池桃子
- 吉川晃司
- 佐野元春
- 沢田研二
- 白井貴子
- 染谷俊
- 中島みゆき
- 浜田省吾
- 藤井フミヤ
- 細坪基佳
- 松田聖子
- 松原みき
- 未映子
- little by little
- 渡辺美里
- あえか

## 作曲/編曲リスト
- 作曲
  - 渡辺美里
    - 『男の子のように』

- 編曲
  - あえか
    - 「心の空〜春日部市の歌〜」
    - 「HAPPY! CLOUDY!」
    - 「プシュケの声」シリーズ
    - 「時の祈り」
    - 「あした晴れるかな」
    - 「あえかベストI,II」
    - 「テルースの情景」

  - アリヤ・ミハル
    - 『HEART TO HEART』（アルバム）

  - 稲垣潤一
    - 『セブンティ・カラーズ・ガール』
    - 『Misty Blue』
    - 『君らしくない』
    - 『Destiny』
    - 『1969の片想い』
    - 『夏が消えてゆく』
    - 『いちばん近い他人』
    - 『この空』
    - 『恋するカレン』

  - 大江千里
    - 『これから』

  - 奥井亜紀
    - 『青空の手紙』(アルバム)
    - 『うたの素弐巻』(アルバム)
    - 『音海スイム』(アルバム)

  - 尾崎豊
    - 『I LOVE YOU』
    - 『十七歳の地図』
    - 『OH MY LITTLE GIRL』
    - 『傷つけた人々へ』
    - 『ダンスホール』
    - 『シェリー』
    - 『Forget-me-not』
    - 『卒業』
    - 『失くした1/2』
    - 『米軍キャンプ』
    - 『理由』

  - 古賀涼
    - 『口実』（シングル）

  - 渡辺美里
    - 『eyes』
    - 『Half Moon』
    - 『My Love Your Love（夢であいましょう）』

  - 白井貴子
    - 『Chance!』
    - 『CRYSTAL BALL』
    - 『WAKE UP HEART』
    - 『Have A Good Day』
    - 『HONEY』
    - 『Little Darling』
    - 『SAME』
    - 『Yesterday's Dreamin'』
    - 『ドキドキBy My Side』
    - 『ホホにKissして』
    - 『愛がなければ－愛'm down－』
    - 『遅すぎたとしてもFollow You』

  - 長久保徹 PoemiX with Karl Jeitler
    - 『幸わいなさい』
    - 『あしたの風とひとつになって』

  - 細坪基佳
    - 『もう一度』（シングル）
    - 『ON YOUR SIDE』